# Димитровград (община, Сербия)
Димитровград (серб. Димитровград, болг. Цариброд) — община в Сербии, входит в Пиротский округ.
Население общины составляет 10 765 человек (2007 год), плотность населения составляет 22 чел./км². Одна из двух общин Сербии, в которых большинство населения  составляют болгары. Занимаемая площадь — 483 км², из них 60,0 % используется в промышленных целях.
Административный центр общины — город Димитровград. Община Димитровград состоит из 43 населённых пунктов, средняя площадь населённого пункта — 11,2 км².

## Статистика населения общины
| Год  | Население, чел. |
| ---- | --------------- |
| 1991 | 13378           |
| 2001 | 11862           |
| 2002 | 11697           |
| 2003 | 11515           |
| 2004 | 11355           |
| 2005 | 11167           |
| 2006 | 10964           |
| 2007 | 10765           |